# Herrekvarn
Denna artikel handlar om Herrekvarn i Hjoån. För bebyggelsen "Herrekvarn och Simsjöni Skövde kommun, se Herrekvarn och Simsjön
Herrekvarn är en tidigare kvarn i Hjoån i Hjo. Den är en av tre bevarade kvarnmiljöer i Hjoåns dalgång, vid sidan av Grebbans kvarn och Stampens kvarn.
Herrekvarn är känd sedan 1725, men är troligen äldre. Den bevarade bebyggelsen är från sent 1800- och tidigt 1900-tal. Den nedre delen av kvarnen i granit är från 1870-talet, medan den timrade överbyggnaden är från 1921. Vid sidan av kvarnbyggnad och ränna finns även manbyggnad och ekonomibyggnader från gårdens jordbruksverksamhet.
Hjo kommun äger fallrätten vid Herrekvarn. Den anlade 2013 fiskvägar vid Herrekvarn och Stampens kvarn för att underlätta vandring av Vätteröring i vattensystemet.